# Тиберий Клавдий Нерон (консул 202 пр.н.е.)
Вижте пояснителната страница за други личности с името Тиберий Клавдий Нерон.
Тиберий Клавдий Нерон (на латински: Tiberius Claudius Nero) e политик на Римската република.

## Биография
Произходжа от фамилията Клавдии. Вероятно син на Гай Клавдий Нерон (консул 207 пр.н.е.).
През 204 пр.н.е. Клавдий Нерон e претор на провинция Сардиния. През 202 пр.н.е. e избран за консул заедно с Марк Сервилий Пулекс Гемин.
През 172 пр.н.е. Клавдий Нерон служи с дипломатически мисии. Той е изпращан в Азия, до Родос, Крит, Сирия и Египет.